# Codruț Anghel
Codruț Andrei Anghel (n. 23 iunie 1994, București, România) este un fotbalist român, care joacă pe post de mijlocaș la Järpens IF⁠(d).
Și-a început cariera la vârsta de 7 ani la un club local de amatori.
A urmat transferul la CS Concordia Chiajna, în vara anului 2007. 
Și-a făcut debutul pentru satelitul formației, Concordia II Chiajna la vârsta de 16 ani, în liga a III a.
A jucat o scurtă perioadă de timp pentru FC Sportul Studențesc.
Pe 22 februarie 2016 a semnat un contract cu formația de ligă secundă CS Metalul Reșița, făcându-și debutul în liga a II a, pe 27 februarie 2016 împotriva formației Șoimii Pâncota.
În vara lui 2016 a semnat un nou contract cu Concordia Chiajna.
Cu Dunărea Călărași a jucat în prima repriză a meciului din șaisprezecimile Cupei României, cu Lotus Băile Felix.